# Kervignac
Kervignac (tiếng Breton: Kervignag) là một xã ở tỉnh Morbihan trong vùng Bretagne tây bắc Pháp. Xã này có diện tích 39,56 km², dân số năm 1999 là 4113 người. Khu vực này có độ cao từ 0-70 mét trên mực nước biển.
Cư dân của Kervignac danh xưng trong tiếng Pháp là Kervignacois.